# Somerset (stacja metra)
Somerset – stacja podziemna Mass Rapid Transit (MRT) na North South Line w Singapurze. Stacja znajduje się pod 313@Somerset Shopping Centre, pomiędzy Orchard Road i Somerset Road.